# 시모소가역
시모소가역(일본어: 下曾我駅)은 일본 가나가와현 오다와라시에 있는 도카이 여객철도 · 일본화물철도 고텐바 선의 역이다. 섬식 승강장 1면 2선의 구조를 지닌 지상역이다.

## 타는 곳
| 1 | ■ 고텐바 선 | 상행 | 고즈 방면            |
| 2 | ■ 고텐바 선 | 하행 | 고텐바 · 누마즈 방면 |

## 화물역
현재, 일본화물철도의 역은 임시의 차급 화물만을 폐지하고 있어, 정기 화물열차의 발착은 없다. 예전에는 태평양 시멘트 오다와라 서비스 스테이션이나 스미토모 오사카 시멘트 시모소가 서비스 스테이션의 시멘트 하역설비로 이어지는 전용선이 역부터 분기하고 있어, 이 역으로 시멘트가 발착하고 있다. 말기는 태평양 시멘트 전용선만 사용되어, 부슈하라야 역 발송의 시멘트가 발착하고 있었지만, 1998년에 시멘트 발송은 폐지되었다.

## 이용 현황
| 연도     | 하루 평균 승차 인원 | 연도     | 하루 평균 승차 인원 |
| 1998년도 | 1,476               | 2004년도 | 1,343               |
| 1999년도 | 1,446               | 2005년도 | 1,367               |
| 2000년도 | 1,389               | 2006년도 | 1,382               |
| 2001년도 | 1,386               | 2007년도 | 1,389               |
| 2002년도 | 1,351               | 2008년도 | 1,392               |
| 2003년도 | 1,362               |          |                     |
| -------- | ------------------- | -------- | ------------------- |

## 역 주변
- 오다와라 시청 시모소가 지소
- 가미후나카 공원 오다와라 구장
- 태평양 시멘트 오다와라 서비스 스테이션
- 스미토모 오사카 시멘트 시모소가 서비스 스테이션

## 역사
- 1911년 5월 1일 : 개업.
- 1922년
  - 4월 17일 : 시모소가 신호장(일본어: 下曽我信号場)으로 개칭.
  - 5월 15일 : 시모소가역으로 재개칭.
- 1987년 4월 1일 : 민영화에 따라, 도카이 여객철도로 이관.

## 인접 정차역
| 도카이 여객철도 고텐바 선 | 도카이 여객철도 고텐바 선 | 도카이 여객철도 고텐바 선 |
| ------------------------- | ------------------------- | ------------------------- |
| 고즈 고즈 방면            | ■ 고텐바 선               | 가미오이 누마즈 방면      |